# 谢启美
谢启美（1923年—2009年），江苏武进人，中華人民共和國外交官。

## 生平
谢启美生于一个工商业主家庭。1947年毕业于国立中央大学数学系。毕业后曾任教于中央大学、清华大学。后转入外交界，曾任任驻瑞士大使馆随员、外交部西欧司副科长、英国代办处三等秘书，驻美国联络处参赞，驻美国大使馆公使銜參贊，中华人民共和国外交部国际司副司长、司长，常驻联合国副代表（大使衔）。1985年至1991年担任主管联合国技術合作促進發展部的副秘书长。

## 家庭
谢启美父亲谢仁冰是一位民族资本家，1949年后曾任中国民主促进会上海分会主任理事。兄长章汉夫为外交家，曾任中华人民共和国外交部副部长。

## 著作
- 《中国与联合国》，谢启美、王杏芳主编，世界知识出版社1995年版
- 《面向21世纪的联合国》，谢启美、杨成绪等编，世界知识出版社，1996年